# Троицкое (Курчатовский район)
Тро́ицкое — деревня (ранее село) в Курчатовском районе Курской области. Входит в Костельцевский сельсовет.

## География
Деревня находится на реке Прутище, в 42 км к северо-западу от Курска, в 21,5 км севернее районного центра — города Курчатов, в 5 км от центра сельсовета – села Костельцево.
Климат
Троицкое, как и весь район, расположено в поясе умеренно континентального климата с тёплым летом и относительно тёплой зимой (Dfb в классификации Кёппена).

## История
До 1779 года село входило в состав Курицкого стана Курского уезда. В 1779—1924 годах в составе Фатежского уезда. В это время село называлось Троицкое-на-Прутах для отличия от села Троицкое-на-Сучку, располагавшегося в том же уезде (ныне в Железногорском районе). В селе действовал православный Троицкий храм. Приход храма состоял из села Троицкого и деревень Болваново, Мухино, Чёрный Колодезь и Ширково.
В 1928—1963 годах в составе Иванинского района.
В 1963—1977 годах в составе Льговского района.
С 1977 года в составе Курчатовского района.
До 2010 года Троицкое входило в состав Николаевского сельсовета Курчатовского района, с 2010 года в составе Костельцевского сельсовета.

## Население
| 1979 | 2002 | 2010 |
| ---- | ---- | ---- |
| 70   | ↘22  | ↘13  |

## Инфраструктура
Личное подсобное хозяйство.

## Транспорт
Троицкое находится в 26,5 км от федеральной автодороги М2 «Крым», в 21 км от автодороги регионального значения 38К-017 (Курск – Льгов – Рыльск – граница с Украиной), в 1,5 км от автодороги межмуниципального значения 38Н-362 (38К-017 – Николаевка – Ширково), в 21,5 км от ближайшего ж/д остановочного пункта Курчатов (линия Льгов I — Курск).